# Жилая зона

Дорожный знак 5.21 «Жилая зона»

Дорожный знак 5.22 «Конец жилой зоны»

Жила́я зо́на — территориальная зона в населённом пункте, используемая для размещения жилых строений, а также объектов социального и коммунально-бытового назначения, объектов здравоохранения, общего образования, стоянок автомобильного транспорта, гаражей и иных объектов, связанных с проживанием граждан (п. 5 ст. 85 ЗК РФ).
Согласно Правилам дорожного движения Российской Федерации, жилая зона — территория, въезды и выезды на которую обозначены дорожными знаками 5.21 «Жилая зона» и 5.22 «Конец жилой зоны» и на которой действуют требования Правил дорожного движения Российской Федерации, устанавливающие порядок движения в жилой зоне. Требования раздела 17 ПДД РФ распространяются также и на дворовые территории.

## Движение в жилых зонах
В жилых зонах пешеходам разрешено двигаться как по тротуарам, так и по всей ширине проезжей части. Максимальная скорость движения транспортных средств в жилой зоне составляет 20 км/ч. При выезде из жилой зоны водители обязаны уступать дорогу другим участникам движения.

## Запрещено
В жилых зонах запрещено:
- Сквозное движение механических транспортных средств;
- Учебная езда;
- Стоянка с работающим двигателем;
- Стоянка грузовых автомобилей с разрешённой максимальной массой более 3,5 т вне специально выделенных и обозначенных дорожными знаками и (или) разметкой мест[4].